# Natives Éditions
Natives Éditions (også kendt som Natives og Natives Communications) er en fransk udgiver og pladeselskab grundlagt i 1996. Det er specialiseret i kunstudgivelser (moderne fotografier, maleri), musikvidenskabelige udgivelser og cd-produktion.

## Vigtige kunstnere
- Asca S.R. Aull
- Michel Chapuis
- Pierre Espagne
- Philippe Foulon
- Guy de Malherbe
- Marina Tchebourkina
- Xavier Zimbardo